# Cornus oligophlebia
Cornus oligophlebia — вид квіткових рослин з родини деренових (Cornaceae).

## Біоморфологічна характеристика
Це дерево 6–10 метрів заввишки. Молоді зелені, ± запушені коричневими трихомами; старі гілки темно-коричневі. Листки супротивні, рідко чергові; пластинка від широко-еліптичної до яйцеподібної, 8–11 × 4–4.5 см, абаксіально (низ) світло-зелена й без сосочків, рідко запушена білими короткими трихомами або майже гола, верхівка загострена. Суцвіття 8.5–11 см завширшки. Квітки білі, ≈ 9 мм у діаметрі. Частки чашечки широко трикутні. Пелюстки ланцетні чи язичково-видовжені, ≈ 4 × 1.1–1.3 мм. Тичинки коротші чи довші за пелюстки. Плід пурпурувато- чи синювато-чорний, майже кулястий, 3–4 мм у діаметрі. Цвітіння: липень — вересень; плодіння: січень — березень.

## Поширення
Росте в Азії: пд.-сх. Юньнань (Китай), Бутан, Індія, М'янма, Таїланд, В'єтнам. Населяє ліси.